# خسوس بیدال
خسوس بیدال (اسپانیایی: Jesús Vidal‎؛ زادهٔ ۱۹۷۵) بازیگر و روزنامه‌نگار اهل اسپانیا است. وی در سال ۲۰۱۸ برندهٔ «جایزه گویای بهترین بازیگر جدید» شد. چشم راست او دچار ۹۰٪ نابینایی و نزدیک‌بینی شدید است. وی مدرک کارشناسی ادبیات اسپانیایی و کارشناسی ارشد روزنامه‌نگاری دارد و از هواداران باشگاه فوتبال رئال سوسیداد است.
از فیلم‌هایی که وی در آن نقش‌آفرینی نموده است، می‌توان به خانواده بی‌نقص اشاره کرد.